# Saltigué
Les Saltigués – également Saltigue, ou Saltigui ou Saltigi en sérère,– sont des prêtres et prêtresses sérères qui président aux cérémonies religieuses et aux affaires du peuple sérère, telles que la cérémonie du Xooy (ou Xoy), l'évènement majeur du calendrier religieux sérère. Ils sont généralement issus, par descendance paternelle, d'anciennes familles sérères. Un tel titre est généralement hérité à la naissance,.
Cet article ne porte que sur les Saltigué sérères qui sont des devins (prêtres et prêtresses), évoqués par certains chercheurs comme des « ministres du culte religieux » ; des « pasteurs des peuples » ou dans le cadre de ces définitions.

## Étymologie
En sérère, saltigué dérive de deux mots: « sal » et « tigui »; sal signifie « point de rencontre de deux voies. Endroit où une branche se ramifie en deux autres branches. Et par analogie, poutre sur laquelle repose la toiture de la case. » tigui « veut dire repose la toiture de la case. tigui : veut dire vraiment (1). La jonction de ces deux termes a donné son nom au saltigué. »

## Rôle
Les Saltigués étaient les conseillers des gouvernements sérères, par exemple au Royaume du Sine, au Royaume du Saloum et auparavant au Royaume du Baol. Leur rôle était – et est toujours – de contribuer à la prospérité du pays. À ce titre, ils étaient chargés de prédire l'avenir des rois, les conditions météorologiques pour les besoins de l'agriculture et toute catastrophe naturelle ou politique qui pourrait s'abattre sur le pays. Ils étaient donc souvent consultés par les rois sérères, de préférence au début de la saison des pluies.
Avant de partir en guerre contre un autre royaume ou de repousser une attaque, le roi consulte la grande assemblée des Saltigués, chargée de prédire l'issue de la bataille, comme ce fut le cas pour le Saltigué et Diaraf Wassaly Sene et le Saltigué Laba Diène Ngom au moment de la bataille de Fandane-Thiouthioune – connue sous le nom de « bataille de Somb » – qui eut lieu le 18 juillet 1867 sous le règne de Maat Sine Coumba Ndoffène Famak Diouf,,,. L'assemblée de Saltigués prédit alors l'issue du combat, prodigue des conseils sur le moment le plus opportun pour l'assaut, le meilleur itinéraire à choisir, l'animal à sacrifier, etc. Mais le rôle des Saltigués n'est pas politique. Ce ne sont pas des ministres du gouvernement ou des hommes politiques, mais des conseillers spirituels et des Aînés. Ils sont les prêtres de la pluie, les gardiens de la religion et des coutumes sérères : ces droits hérités de leurs ancêtres lamaniques leur sont acquis à la naissance.
À l'ère précoloniale, pendant le Festival Raan qui a lieu à Tukar chaque année le deuxième jeudi après l'apparition de la nouvelle lune en avril, les rois – du moins pendant la période Guelwar – venaient de la capitale Diakhao pour assister au festival. Cependant le roi veillait toujours à ne pas arriver avant le lamane et à éviter toute rencontre directe avec lui. Pendant que le lamane était occupé à méditer, à se déplacer dans les environs de Tukar et à faire des offrandes à Saint Luguuñ, le Saltigué et ses collègues buvaient pendant toute la matinée précédant le festival un alcool nommé « sum-sum » en sérère. La consommation de ce sum-sum était censée améliorer leur perception de l'avenir et du monde surnaturel. Lorsqu'ils se sentaient prêts, le Saltigué et ses plus proches compagnons sortaient de la maison, enfourchaient leurs chevaux et entreprenaient à leur tour de se rendre dans les différents lieux sacrés du pays. Certes la tournée du Saltigué est conçue pour suivre le roi, mais au bout du compte il s'agit surtout de croiser sa route à un endroit connu comme « Nenem » dans la langue sérère. À cet endroit, le roi, conscient que le Saltigué va arriver, arrête l'entourage royal. Tous doivent alors attendre le passage du Saltigué et de ses compagnons. Une fois que les grands prêtres et les prêtresses sont passés, le roi donne le signal à son entourage de passer à son tour pour se rendre à leur prochaine destination. C'est le genre de respect qui est dû au Saltigué. Le chercheur Alioune Sarr souligne que les Saltigués sont particulièrement glorifiés et respectés dans les royaumes sérères en raison de leurs connaissances.

## Sérères et Lébous: méthodes de guérison
Les Lébous partagent avec les Sérères de nombreuses croyances cosmo-spirituelles. Beaucoup de génies lébous (rab) sont en fait des pangool, les esprits des ancêtres ou saints sérères. La demeure sacrée du rab lébou est la même que celle du pangool sérère et se nomme Sangomar, d'après l'ancienne légende sérère et diola de Jambooñ et Agaire. Le bateau de ces deux jeunes sœurs s'était brisé en deux parties au large de la pointe de Sangomar. L'une fit voile vers le Nord, l'autre vers le Sud. Ceux qui partirent vers le Sud devinrent les ancêtres des Diolas tandis que les autres furent à l'origine des Sérères. La méthode de guérison léboue est le ndepp tandis que celle des Sérères est le lup,,,.

### Liste des Saltigués et praticiensLup(par ordre alphabétique)
- Laba Dièn Ngom, dans l'ancien Royaume du Sine, sous le règne de Maat Sine Coumba Ndoffène Famak Diouf (1853-1871)[21]
- Biram N'Diaye, de Poxaam, dans l'ancien Royaume du Sine, sous le règne de Maat Sine Mahecor Diouf (1924-1969) - (juin 1969: active dans la cérémonie de Xoy de Njaanjaay (Ndiaye-ndiaye) à Fatick[22]
- Kotaan N'Diaye, guérisseur et spécialiste des anti-cordes[23]
- Lat Mosu Saar, dans l'ancien Royaume du Sine. Date inconnue. Grand-père de Njoogu Yaasiin Saar[24]
- Maalick Saar. Date inconnue. Ancêtre de Njoogu Yaasiin Saar[24]
- Mbissin Saar, au Sine-Saloum, Sénégal. 26 juillet 1975 à Nbuj-naaxar[24]
- NJoogu Yaasiin Saar, (le Grand Saltigué)  au Sine-Saloum, Sénégal. 1975: active dans la cérémonie de Xoy de NGalan à Mbeel-Bure. Gardien de Mbeel-Bure â Ngalan-koƃ[25]
- Wassaly Sene, dans l'ancien Royaume du Sine, sous le règne de Maat Sine Coumba Ndoffène Famak Diouf (1853-1871)[10]